# The Oogieloves in the Big Balloon Adventure
The Oogieloves in Big Balloon Adventure è un film del 2012 diretto da Matthew Diamond, con Toni Braxton, Christopher Lloyd, Cary Elwes, Cloris Leachman, Chazz Palminteri e Jaime Pressly.
Realizzato con un budget di 20 milioni di dollari, il film ha incassato poco più di 1 milione di dollari negli Stati Uniti, diventando uno dei film che ha incassato meno nella storia del cinema.

## Distribuzione
L'uscita nelle sale statunitensi e canadesi è avvenuta il 29 agosto 2012. Non è mai uscito in Italia.

## Critica
- 2012 - Razzie Awards[2]
  - Nomination Peggior film
  - Nomination Peggior cast